# Минчо Недялков
Мѝнчо Недя̀лков е български гъдулар.

## Биография
Минчо Недялков е роден през 1922 г. Баща му Недялко Илиев, роден в град Нова Загора, по професия железар, е изработвал старинни оръжия. Занаятът му го принуждава да се мести от селище в селище заедно със семейството си. Минчо се ражда, докато семейството живее в село Любенова махала. След това семейството се премества в село Еленово, където преминават детските години на Минчо. По-късно се прибират в Нова Загора, където той, вече ученик, получава началното си образование. В семейството има 5 деца – двама братя и три сестри. По-големият брат Кръстьо се научава да свири на гъдулка от съсед. Малкият Минчо започва покрай брат си също да свири на гъдулка и скоро поради изявената му дарба започват да го канят да свири на всички местни празненства.
По това време във връзка с основаването на Българското радио в София се издирват най-добрите изпълнители на народна музика из цялата страна, за да работят в оркестъра на радиото. Младият Минчо Недялков се явява на обявения конкурс, единодушно е одобрен от комисията и започва работа като щатен солист.
През 1957 г. той постъпва на работа в новообразуващия се Старозагорски ансамбъл за народни песни и танци като концертмайстор. Реализира и много солови записи в радио „Стара Загора“.
През 1967 г. се основава Средно музикално училище в град Котел (СМУ – Котел). Поканват го за преподавател по гъдулка, заедно с Кръстьо Великов и Стоян Чобанов. Те са първите преподаватели в СМУ – Котел. Между първите му ученици са Димитър Лавчев, Цветан Цветанов, Димчо Желязков. Освен в СМУ – Котел той е преподавал гъдулка и в градовете Омуртаг и Търговище.
Минчо Недялков е починал в град Стара Загора през 1970 г. от рак.